# Пшенична Полиця
Пшенична Полиця (словен. Pšenična Polica) — поселення в общині Церклє-на-Горенськем, Горенський регіон, Словенія. Висота над рівнем моря: 386,9 м.